# Legyezős tövisnyakúbogár
A legyezős tövisnyakúbogár (Isorhipis melasoides) a tövisnyakúbogár-félék családjába tartozó, Európában honos bogárfaj. 

## Megjelenése
A legyezős tövisnyakúbogár testhossza 7,8-11 mm. Teste megnyúlt, orsó alakú. Színe a sötétszürkétől a sötét gesztenyebarnáig terjed, néha a tor és a szárnyfedők eltérő, kontrasztos színűek. Felszínét finom, aranysárga szőrök borítják. Lábai és csápjai halványbarnák. A hímet és a nőstényt csápjai alapján lehet megkülönböztetni: míg a nőstényé a negyedik íztől erősen fűrészes, a hím esetében látványosan fésűs szerkezetű. A nőstény előtora nagyjából középen a legszélesebb, a hímé a hátsó szélénél. Az előtor oldala ívelt, az elülső széle kissé hajlott, felszíne sűrűn - helyenként összefolyóan - pontozott. Hátulsó széle kettősen ívelt; középen az ívek találkozásánál két kis fog található, amelyek közrefogják a pajzsocskát (scutellum). A hím pajzsocskája háromszögletű, a nőstényé lekerekített. A szárnyfedők közvetlenül a vállak mögött a legszélesebbek, egyenletesen keskenyednek a külön-külön kerekedő hátsó végpontig. Felszíne mindenütt finoman pontozott, közepesen erősen bordázott; a testvég felé a bordák halványodnak. Lábai hosszúak és karcsúak, a lábszárak (tibia) végén kis sarkantyúval. 

### Hasonló fajok
A kétszínű tövisnyakúbogárral, a feketefejű tövisnyakúbogárral és az apró tövisnyakúbogárral lehet összetéveszteni.

## Elterjedése
Európában honos, a Brit-szigetektől Oroszország európai részéig. Elsősorban dél- és közép-európai faj, északon kb. Litvániáig hatol.  

## Életmódja
Lombos erdőkben, parkokban él. A kifejlett bogarakkal leggyakrabban június-júliusban lehet találkozni. Alapvetően nappal aktívak (bár néha este vagy éjjel is mozognak), a kidőlt, korhadó fatörzseken futkosnak, repülni is gyakran látni őket. A nőstények a nedves, korhadó fák repedéseibe, kérge alá rakják petéiket. Lárváik különféle lombos fák (pl. bükk, hárs, gyertyán, nyár, szil, éger, ritkábban tölgy) anyagában fejlődnek, abban járatokat rágnak és a korhasztó gombákkal táplálkoznak. Áttelelés után májusban bebábozódnak és kb. tíz nappal később a bábból előbújik az imágó, amely kis kerek nyílásokon jut ki a fából (ezeket főleg a tövéhez szóródott finom törmelék alapján lehet észrevenni).
Magyarországon nem védett.

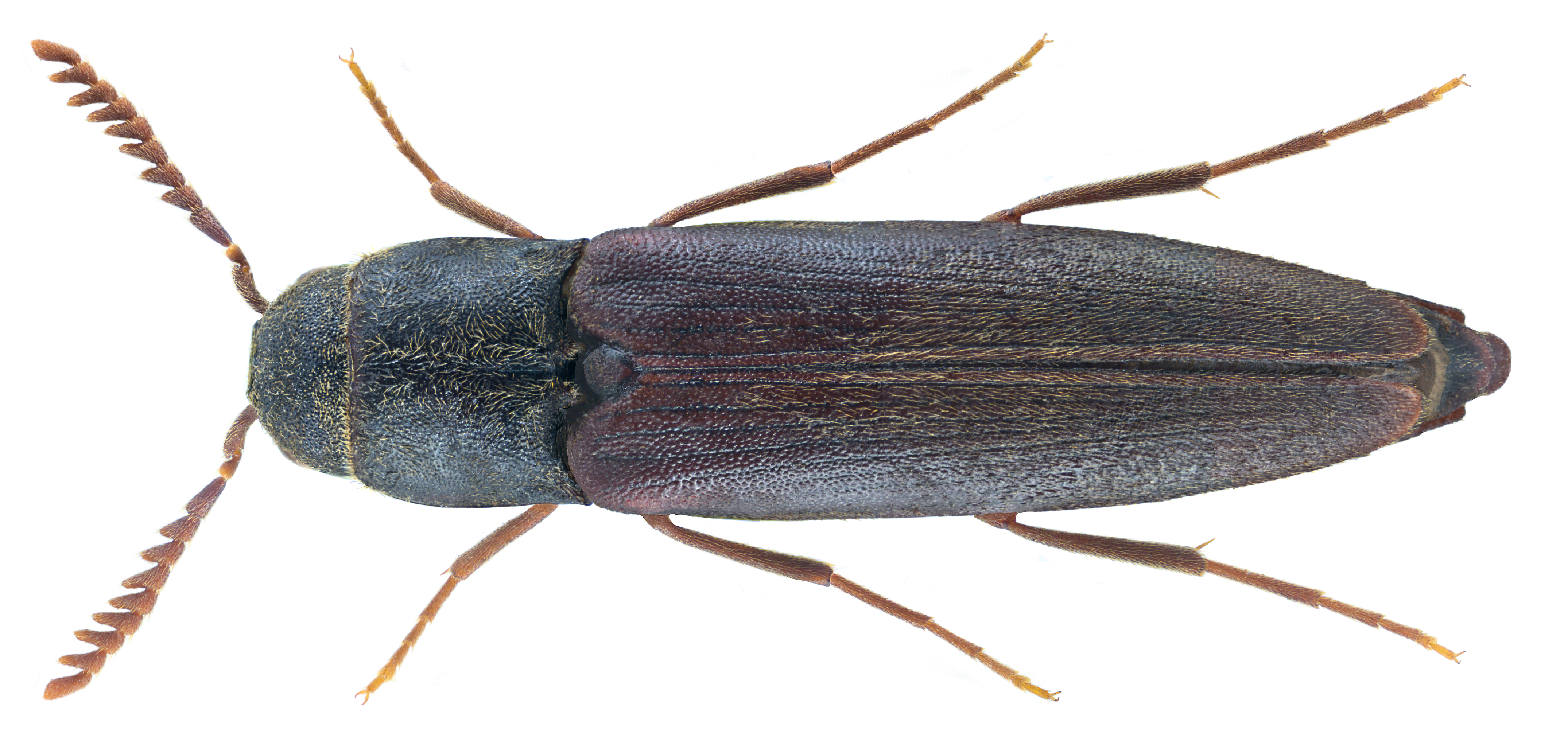
Nősténye